# Ctenoplusia ichinosei
Ctenoplusia ichinosei är en fjärilsart som beskrevs av Claude Dufay 1965. Ctenoplusia ichinosei ingår i släktet Ctenoplusia och familjen nattflyn. Inga underarter finns listade i Catalogue of Life.